# Clubiona duoconcava
Clubiona duoconcava là một loài nhện trong họ Clubionidae.
Loài này thuộc chi Clubiona. Clubiona duoconcava được miêu tả năm 1991 bởi Zhang & Hu.